# Daniela Castner
Daniela Castner (* 16. Mai 1948 in Berlin) ist eine deutsche Psychologin  und Schriftstellerin.

## Leben
Daniela Castner absolvierte ein Studium der Psychologie, Pädagogik und Philosophie in Berlin, das sie mit dem Magistergrad abschloss. Von 1976 bis 1981 arbeitete sie
als Erwachsenenpädagogin und Trainerin an verschiedenen
Orten; von 1981 bis 1986 war sie als Sozialtherapeutin in
der Justizvollzugsanstalt Fuhlsbüttel tätig. Anschließend wirkte sie als Dozentin im Fach Philosophie an der Kunsthochschule Braunschweig sowie, nach ihrem Umzug nach Wien, als freie Mitarbeiterin für den Österreichischen Rundfunk und mehrere Presseorgane. Seit 1993 arbeitet Daniela Castner in den Bereichen Unternehmensberatung, Personal- und Organisationsentwicklung, Supervision, Coaching und NLP-Training. Neben diesen Tätigkeiten veröffentlichte sie seit 1985 drei Bände mit erzählerischen Werken. 1986 nahm sie am Ingeborg-Bachmann-Wettbewerb in Klagenfurt teil.
Daniela Castner erhielt 1981 den Literaturförderpreis des Landes Niedersachsen und 1986 den Kulturpreis des Kreises Pinneberg.

## Werke
- Preußisches Familienglück mit dennoch ungeputzten Zähnen, München [u. a.] 1985
- Hausgeist auf Wanderschaft, München [u. a.] 1987
- Affen Gottes(Ein Feenmärchen aus dem Untergrund), Wien 1993